# Marge (Vorname)
Marge ist ein englischer weiblicher Vorname.

## Herkunft und Bedeutung
Marge ist einerseits ein Diminutiv von Margaret, das wiederum „die Perle“ bedeutet. Weiterhin ist es eine Kurzform von Marjorie, das von dem mittelalterlichen Namen Margerie abstammt und wiederum eine Abwandlung von Margaret darstellt.

## Popularität
Der Name Marge erscheint nur zwischen 1901 und 1948 in den Top 1000 des US-amerikanischen Namensrankings und nur kurzzeitig (1938–1941) zwischen dem 600. und 700. Platz.

## Bekannte Namensträgerinnen
- Marge Champion (1919–2020), US-amerikanische Tänzerin, Schauspielerin und Choreografin
- Marge Dodson (* ≈1935), US-amerikanische Jazzsängerin
- Marge Nelk (* 1975), estnische Künstlerin und Buchdesignerin
- Marge Roukema (1929–2014), US-amerikanische Politikerin
- Marge Piercy (* 1936), US-amerikanische Schriftstellerin und Feministin

## Fiktive Figuren
- Marge Gunderson, hochschwangere Polizeichefin im Film Fargo (1996)
- Marjorie „Marge“ Simpson, die Mutter aus der Zeichentrickfamilie Die Simpsons